# Черокі (Оклахома)
Черокі (англ. Cherokee) — місто (англ. city) в США, в окрузі Алфалфа штату Оклахома. Населення — 1476 осіб (2020).

## Географія
Черокі розташоване за координатами 36°45′17″ пн. ш. 98°21′18″ зх. д. / 36.75472° пн. ш. 98.35500° зх. д. (36.754715, -98.355060).  За даними Бюро перепису населення США в 2010 році місто мало площу 3,82 км², уся площа — суходіл.

### Клімат
| Клімат : Черокі                          | Клімат : Черокі | Клімат : Черокі | Клімат : Черокі | Клімат : Черокі | Клімат : Черокі | Клімат : Черокі | Клімат : Черокі | Клімат : Черокі | Клімат : Черокі | Клімат : Черокі | Клімат : Черокі | Клімат : Черокі | Клімат : Черокі |
| Показник                                 | Січ.            | Лют.            | Бер.            | Квіт.           | Трав.           | Черв.           | Лип.            | Серп.           | Вер.            | Жовт.           | Лист.           | Груд.           | Рік             |
| Абсолютний максимум, °C                  | 30,0            | 32,8            | 35,6            | 37,8            | 40,6            | 46,1            | 45,6            | 47,2            | 43,9            | 38,3            | 32,2            | 29,4            | 47,2            |
| Середній максимум, °C                    | 8,4             | 11,5            | 17,1            | 22,6            | 27,4            | 32,8            | 35,9            | 35,4            | 30,5            | 24,3            | 15,7            | 9,7             | 22,6            |
| Середній мінімум, °C                     | −5,2            | −2,8            | 1,8             | 7,2             | 13,0            | 18,5            | 21,2            | 20,7            | 15,8            | 9,0             | 1,6             | −3,5            | 8,1             |
| Абсолютний мінімум, °C                   | −26,1           | −26,1           | −18,3           | −10,6           | −1,1            | 2,2             | 10,0            | 7,2             | −1,1            | −11,1           | −14,4           | −24,4           | −26,1           |
| Норма опадів, мм                         | 23              | 28              | 55              | 70              | 104             | 104             | 63              | 75              | 65              | 33              | 38              | 28              | 686             |
| Днів з опадами                           | 3               | 4               | 5               | 6               | 7               | 7               | 5               | 6               | 5               | 5               | 3               | 3               | 58              |
| ---------------------------------------- | --------------- | --------------- | --------------- | --------------- | --------------- | --------------- | --------------- | --------------- | --------------- | --------------- | --------------- | --------------- | --------------- |
| Джерело: Western Regional Climate Center |                 |                 |                 |                 |                 |                 |                 |                 |                 |                 |                 |                 |                 |

## Демографія
Згідно з переписом 2010 року, у місті мешкало 1498 осіб у 647 домогосподарствах у складі 396 родин. Густота населення становила 393 особи/км².  Було 845 помешкань (221/км²).
Расовий склад населення:
| - 93,6 % — білих - 2,8 % — корінних американців - 0,7 % — чорних або афроамериканців - 0,1 % — азіатів |

До двох чи більше рас належало 2,0 %. Частка іспаномовних становила 2,7 % від усіх жителів.
За віковим діапазоном населення розподілялося таким чином: 22,6 % — особи молодші 18 років, 56,5 % — особи у віці 18—64 років, 20,9 % — особи у віці 65 років та старші. Медіана віку мешканця становила 44,3 року. На 100 осіб жіночої статі у місті припадало 99,7 чоловіків;  на 100 жінок у віці від 18 років та старших — 93,0 чоловіків також старших 18 років.
Середній дохід на одне домашнє господарство  становив 59 497 доларів США (медіана — 46 094), а середній дохід на одну сім'ю — 71 656 доларів (медіана — 58 750). Медіана доходів становила 45 099 доларів для чоловіків та 26 793 долари для жінок. За межею бідності перебувало 16,9 % осіб, у тому числі 33,7 % дітей у віці до 18 років та 10,1 % осіб у віці 65 років та старших.
Цивільне працевлаштоване населення становило 739 осіб. Основні галузі зайнятості: сільське господарство, лісництво, риболовля — 22,9 %, освіта, охорона здоров'я та соціальна допомога — 16,5 %, публічна адміністрація — 12,6 %, будівництво — 10,7 %.